# Ambikapur
Ambikapur (en hindi: अम्बिकापुर ) es una ciudad de la India capital del distrito de Surguja, en el estado de Chhattisgarh.

## Geografía
Se encuentra a una altitud de 597 m s. n. m. a 337 km de la capital estatal, Raipur, en la zona horaria UTC +5:30.

## Demografía
Según estimación 2012 contaba con una población de 92 111 habitantes.